# Agent WC 40
Agent WC 40 (anglicky Spy Hard) je americký film z roku 1996, který paroduje především filmy s Jamesem Bondem, ale také různé další, např. Nebezpečná rychlost, Pulp Fiction, Pravdivé lži, Sestra v akci, Sám doma, Butch Cassidy a Sundance Kid, S nasazením života, Cliffhanger či Základní instinkt. Režie se chopil Rick Friedberg, autorem hudby je Bill Conti.

## Děj filmu
Dick Steel (Leslie Nielsen), tajný agent WC40, před patnácti lety výbušninou zlikvidoval svého nepřítele, generála Rancorna (Andy Griffith). Nebo si to alespoň myslel. Rancorn však výbuch přežil, přišel při něm pouze o obě ruce. Teď má jediný cíl – zničit Steela a svět. Aby Dicka přilákal, unese agentku Barbaru Dahlovou (Stephanie Romanov), dceru zemřelé Dickovy lásky Victorie Dahlové. Dick se stává jediným, kdo ho může zastavit. Ten je proto svým nadřízeným (Charles Durning) povolán z důchodu zpět do akce.
Stopy ho nejprve zavedou do Los Angeles, kde už na něj čeká taxikář Kabul (John Ales), který mu zajišťuje dopravu, ale také rady. Během pátrání v Los Angeles ho pronásledují Rancornovy zabijáci, kteří se jej nejprve snaží zabít u klubu Coca Cabana. Zde mu pomůže agentka Veronika Ukrinská (Nicollette Sheridan), jejíž otec má pro Rancorna vyrobit poslední součástku k výbušnině. Dick pak spolu s Veronikou před zabijáky ujedou autobusem řízeným slepým řidičem (Ray Charles), kterému ovšem na zastávce výrostci uříznou brzdy. Zabijáci je pronásledují dál a dokonce se jim podaří Veroniku unést. Dickovi zůstane přívěsek, který jej zavede do ruského klenotnictví, kde se nachází profesor Ukrinský (Elaya Baskin) s čipem pro Rancorna. Ten je poté odvezen do domu agenta McCluckeyho (Mason Gamble), kde má být v bezpečí. Dick se poté vydá hledat Veroniku a stopy ho nejprve zavedou do kláštera, kde se převleče za jeptišku a přidá se ke sboru. Zabijáci ho zde však objeví a Dick musí utéct do vedlejší budovy klášterní nemocnice, kde najde uspanou Veroniku, kterou odveze. Mezitím však Rancornovy zabijáci přepadnou McCluckeyho a unesou profesora Ukrinskýho. Dick se proto s Veronikou vydávají najít sídlo Rancorna a to na ostrov Kikiree. Nakonec se mu podaří sídlo najít, Barbaru zachránit a Rancorna znovu zabít.

## Zajímavosti
- Titulní píseň Spy Hard nazpíval Al Yankovic.
- V menších rolích se ve filmu objevili Mr. T, Hulk Hogan, Fabio a Pat Morita.
- Hlavní ženskou roli měla původně hrát Elizabeth Hurley.